# Bugonia
Bugonia är en amerikansk komedifilm som har premiär den 7 november 2025. Filmen är regisserad av Yorgos Lanthimos efter ett manus skrivet av Jang Joon-hwan och Will Tracy.

## Handling
Filmen handlar om två konspirationsbesatta unga män som kidnappar en mäktig VD för ett stort företag, övertygade om att hon är en utomjording som planerar att förstöra planeten jorden.

## Rollista (i urval)
| Emma Stone         | – Michelle   |
| Jesse Plemons      | – Teddy      |
| Alicia Silverstone | – Teddys mor |